# Ньюхейлен (Аляска)
Ньюхейлен (англ. Newhalen) — місто (англ. city) в США, в окрузі Лейк-енд-Пенінсула штату Аляска. Населення — 168 осіб (2020).
Спочатку Ньюхейлен було юпікським селом з назвою Ногхелінгаміут. Поселення було засноване на цьому місці наприкінці XIX століття в зв'язку з великою кількістю тут риби та дичини. Білі, що прийшли сюди, зробили англійську назву — Ньюхейлен. 26 жовтня 1971 поселення було інкорпоровано та отримало статус міста (city).

## Географія
Ньюхейлен розташоване на північному березі озера Іліамна — найбільшого озера Аляски та восьмого за розміром у США, у гирлі річки Ньюхейлен. Поблизу міста планується побудувати «галькову шахту». Місто обслуговує аеропорт Іліамна, розташований в 3 кілометрах північніше Ньюхейлена.
Ньюхейлен розташований за координатами 59°44′13″ пн. ш. 154°54′3″ зх. д. / 59.73694° пн. ш. 154.90083° зх. д. (59.736860, -154.900770). За даними Бюро перепису населення США в 2010 році місто мало площу 21,32 км², з яких 15,29 км² — суходіл та 6,03 км² — водойми.

## Демографія

### Перепис 2010
Згідно з переписом 2010 року, у місті мешкало 190 осіб у 50 домогосподарствах у складі 43 родин. Густота населення становила 9 осіб/км². Було 51 помешкання (2/км²).
Расовий склад населення:
| - 80,0 % — корінних американців - 7,4 % — білих - 0,5 % — чорних або афроамериканців |

До двох чи більше рас належало 12,1 %. Частка іспаномовних становила 2,6 % від усіх жителів.
За віковим діапазоном населення розподілялося таким чином: 38,4 % — особи молодші 18 років, 57,9 % — особи у віці 18—64 років, 3,7 % — особи у віці 65 років та старші. Медіана віку мешканця становила 22,8 року. На 100 осіб жіночої статі у місті припадало 93,9 чоловіків; на 100 жінок у віці від 18 років та старших — 95,0 чоловіків також старших 18 років.
Середній дохід на одне домашнє господарство становив 64 097 доларів США (медіана — 56 250), а середній дохід на одну сім'ю — 71 716 доларів (медіана — 58 333). За межею бідності перебувало 17,7 % осіб, у тому числі 22,4 % дітей у віці до 18 років та 0,0 % осіб у віці 65 років та старших.
Цивільне працевлаштоване населення становило 67 осіб. Основні галузі зайнятості: освіта, охорона здоров'я та соціальна допомога — 26,9 %, сільське господарство, лісництво, риболовля — 17,9 %, науковці, спеціалісти, менеджери — 14,9 %.

### Перепис 2000
За переписом 2000 року в Ньюхейлені проживало 160 осіб (80 чоловіків і 80 жінок; 39 домогосподарств, 37 сімей). Расовий склад: корінні американці — 85 %, білі — 8,75 %, змішані раси — 6,25 %. 45 % мешканців були молодше 18 років, 9,4 % — у віці від 18 до 24 років, 20,6 % — від 25 до 44 років, 20 % — від 45 до 64 років і 5 % жителів були старше 64 років. Середній вік мешканця — 20 років. На 100 жінок припадало 100 чоловіків, при цьому на 100 повнолітніх жінок припадало 120 повнолітніх чоловіків.

Середній дохід на сім'ю становив 35 000 доларів на рік, дохід на душу населення — 9448 доларів на рік, 26,7 % сімей і 16,3 % населення жили за межею бідності, з них 17,9 % були неповнолітніми.
За переписом 2010 року в Ньюхейлене проживало 190 осіб (92 чоловіків і 98 жінок). Расовий склад: корінні американці — 80 %, білі — 7,37 %, негри та афроамериканці — 0,53 % (1 особа), змішані раси — 12,11 %.
Станом на 2014 рік сайт commerce.state.ak.us повідомляє про 214 осіб.